# Mar lunar

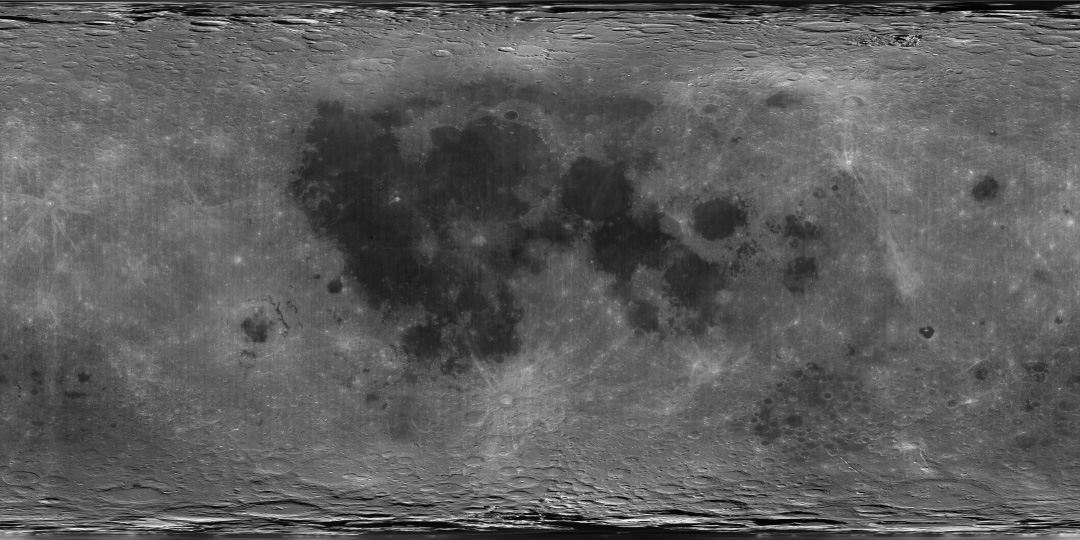
Un mapa global d'albedo de la Lluna, fet per la missió Clementine. Les parts fosques són els mars lunars

Els mars lunars (en llatí mare, plural maria, abr. ME) són grans planes basàltiques, que es troben a la Lluna i que es formaren amb antigues erupcions volcàniques. Els primers astrònoms els donaren el nom de «mars» per l'aspecte que ofereixen vists des de la Terra. A causa de la seva composició rica en ferro, reflecteixen menys llum que els altiplans lunars i, per tant, tenen un aspecte més fosc. Els mars cobreixen un 16% de la superfície lunar, especialment a la cara visible de la Lluna. Els pocs mars que hi ha a la cara oculta són molt més petits, i es troben majoritàriament en cràters molt grans on no hi tingueren lloc gaire inundacions. La nomenclatura usada tradicionalment per la Lluna inclou també un «oceà» (oceanus), així com «llacs» (lacus), «pantans» (palus) i «badies» (sinus). Aquests últims són més petits que els mars, però tenen la mateixa naturalesa i les mateixes característiques.